# Valverde de Júcar (kommunhuvudort)
Valverde de Júcar är en kommunhuvudort i Spanien.   Den ligger i provinsen Provincia de Cuenca och regionen Kastilien-La Mancha, i den centrala delen av landet, 150 km sydost om huvudstaden Madrid. Valverde de Júcar ligger 845 meter över havet och antalet invånare är 1 372.
Terrängen runt Valverde de Júcar är platt åt sydväst, men åt nordost är den kuperad. Runt Valverde de Júcar är det glesbefolkat, med 9 invånare per kvadratkilometer. Närmaste större samhälle är Honrubia, 12,7 km söder om Valverde de Júcar. Trakten runt Valverde de Júcar består till största delen av jordbruksmark.